# Węgierka
Węgierka est une localité polonaise de la gmina de Roźwienica, située dans le powiat de Jarosław en voïvodie des Basses-Carpates.